# René Herms
René Herms (ur. 17 lipca 1982 w Dohna, zm. 9 stycznia 2009 w Pirna) – niemiecki sportowiec, pięciokrotny mistrz Niemiec w biegu na 800 m, mistrz Europy juniorów z 2001, oraz reprezentant Niemiec na Letnich Igrzyskach Olimpijskich w 2004 r., w Atenach, gdzie dotarł do półfinału. Ma również w dorobku srebro Mistrzostw Świata Juniorów w Lekkoatletyce (Sztafeta 4 x 400 m - biegł w eliminacjach Santiago 2000). Notował wiele wartościowych rezultatów na 800 metrów : 7. miejsce podczas Mistrzostw Europy w Lekkoatletyce (Monachium 2002), 1. miejsce na Halowym Pucharze Europy w Lekkoatletyce (Lipsk 2003), 2. lokata w Halowym Pucharze Europy w Lekkoatletyce (Lipsk 2004) oraz 2. miejsce podczas Superligi Pucharu Europy (Bydgoszcz 2004).
Był żonaty ze Steffi. Zmarł 9 stycznia 2009 w Pirna z powodu zapalenia mięśnia sercowego. Pochowany został 26 stycznia 2009 w tym samym mieście.